# Pokalturneringen i ishockey 1990-91
Pokalturneringen i ishockey 1990-91 var den anden udgave af den danske pokalturnering i ishockey for mandlige klubhold. Turneringen blev arrangeret af Danmarks Ishockey Union og afviklet under navnet Toms Yankie Bar Cup som følge af et sponsorat fra Toms.
Turneringen blev vundet af Herning Ishockey Klub, som i finalen i Brøndby Hallen besejrede Rødovre Skøjte & Ishockey Klub med 13-1 i en kamp, hvor Ronny Larsen scorede fire mål og Todd Bjorkstrand nettede tre gange for midtjyderne. Herning IK vandt dermed pokaltitlen for første gang og sikrede sig samtidig førstepræmien på 50.000 kr., mens Rødovre for anden gang i træk måtte forlade pokalfinalen som tabere og nøjes med andenpræmien på 25.000 kr.

## Resultater

### Kvartfinaler
| Dato         | Kl.   | Kamp                          | Res. | Perioder      | Tilsk. |
| ------------ | ----- | ----------------------------- | ---- | ------------- | ------ |
| 27. november | 19:00 | Frederikshavn IK - Herning IK | 3–7  | 0-1, 0-3, 3-3 | 344    |
| 27. november | 19:00 | Rødovre SIK - Rungsted IK     | 6–5  |               |        |
| 27. november | 19:00 | HIK - Herlev IK               | 2–4  | 1-1, 0-1, 0-2 | 320    |
| 28. november |       | AaB - Esbjerg IK              | 5–3  |               |        |

### Semifinaler
| Dato       | Kl.   | Kamp                    | Res. | Perioder      | Tilsk. |
| ---------- | ----- | ----------------------- | ---- | ------------- | ------ |
| 22. januar | 19:00 | AaB - Herning IK        | 5–6  | 0-6, 2-0, 3-0 |        |
| 22. januar | 19:30 | Herlev IK - Rødovre SIK | 3–4  | 0-0, 1-3, 2-1 |        |

### Finale
Finalen blev spillet i Brøndby Hallen, der på dette tidspunkt var fast hjemmebane for Rødovre SIK.
| Dato | Kl.   | Kamp                     | Res. | Perioder      | Tilsk. |
| --- | ----- | ------------------------ | ---- | ------------- | ------ |
| 10. februar | 12:30 | Herning IK - Rødovre SIK | 13–1 | 1-0, 7-0, 5-1 | 1.420  |
| Mål 11-0 Todd Bjorkstrand (00:24) 12-0 Todd Bjorkstrand (20:15) 13-0 Henrik Jensen (24:23) 14-0 Ronny Larsen (24:34) 15-0 Kim Andersen (28:55) 16-0 Bjarne Linnet (31:32) 17-0 Ronny Larsen (35:50) 18-0 Todd Bjorkstrand (39:10) 19-0 Erik Petersen (43:02) 10-0 Henrik Toft (46:52) 10-1 Peter Ungermann (47:30) 11-1 Ronny Larsen (48:21) 12-1 Mogens Jørgensen (53:13) 13-1 Ronny Larsen (58:21) Udvisninger Herning IK: 6 × 2 minutter. Rødovre SIK: 5 × 2 minutter. |       |                          |      |               |        |